# Yuki Mamiya
Pour les articles homonymes, voir Yuki et Mamiya.
Yuki Mamiya (間宮 夕貴, Mamiya Yuki), née le 9 mars 1991 au Japon, est une actrice japonaise, également mannequin.

## Filmographie
- 2012 : The Solitary Gourmet (série télévisée)
- 2013 : Hello, My Dolly Girlfriend (en)
- 2013 : Amai Muchi (en) : Naoko, à l'âge de 17 ans
- 2014 : The Torture Club
- 2016 : The Crawler in the Attic
- 2016 : Wet Woman in the Wind : Shiori
- 2017 : Uchu Sentai Kyuranger : Mika Retsu
- 2017 : Vigilante
- 2018 : Mob Psycho 100 (série télévisée) : Tsuchiya
- 2018 : Saimon & Tada Takashi : Maiko

## Récompenses et distinctions
- Meilleure actrice à la 26e édition des Japanese Professional Movie Awards dans le film Wet Woman in the Wind[1].